# Cyanocompsa brissonii
Cyanocompsa brissonii là một loài chim trong họ Cardinalidae.

## Hình ảnh

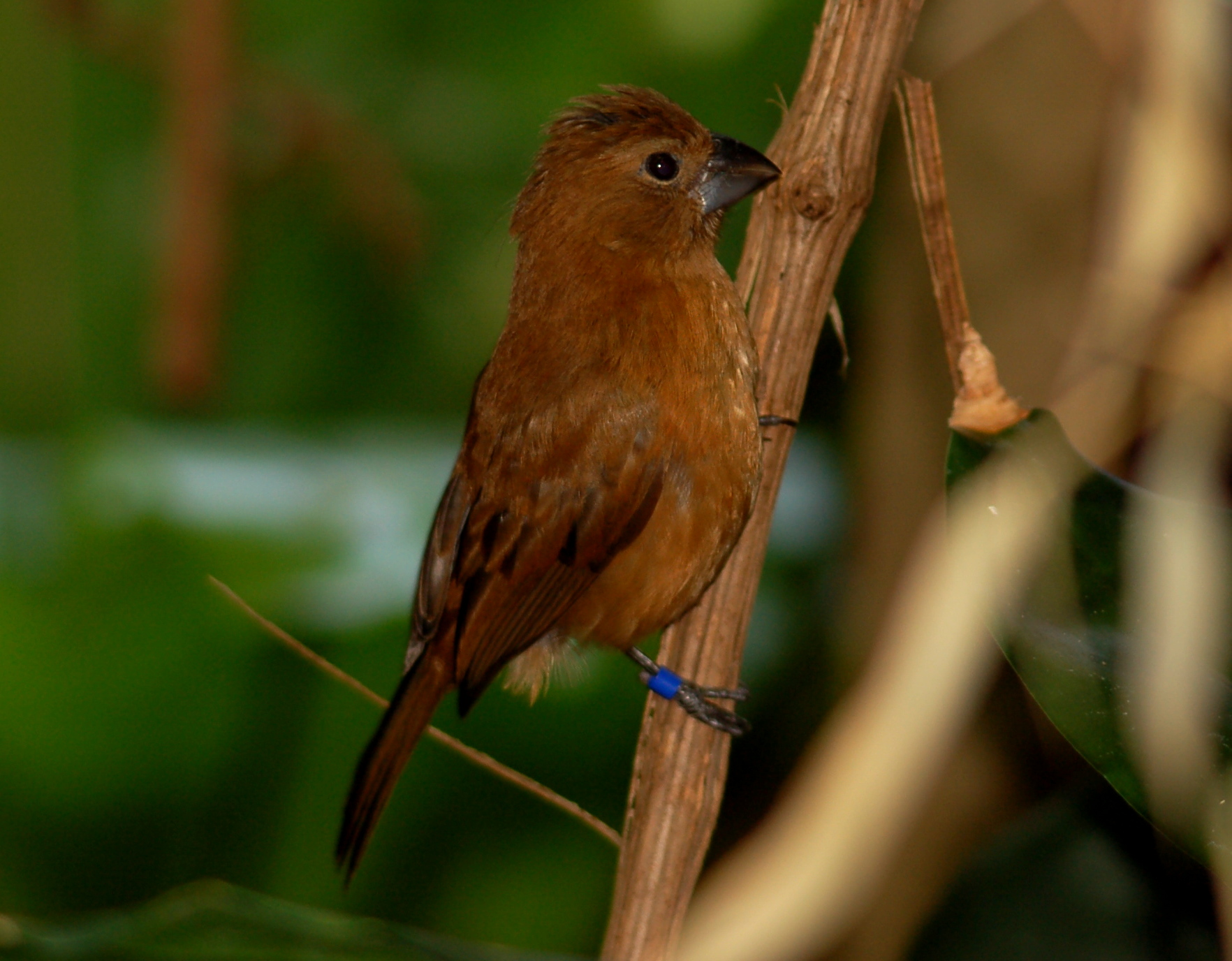
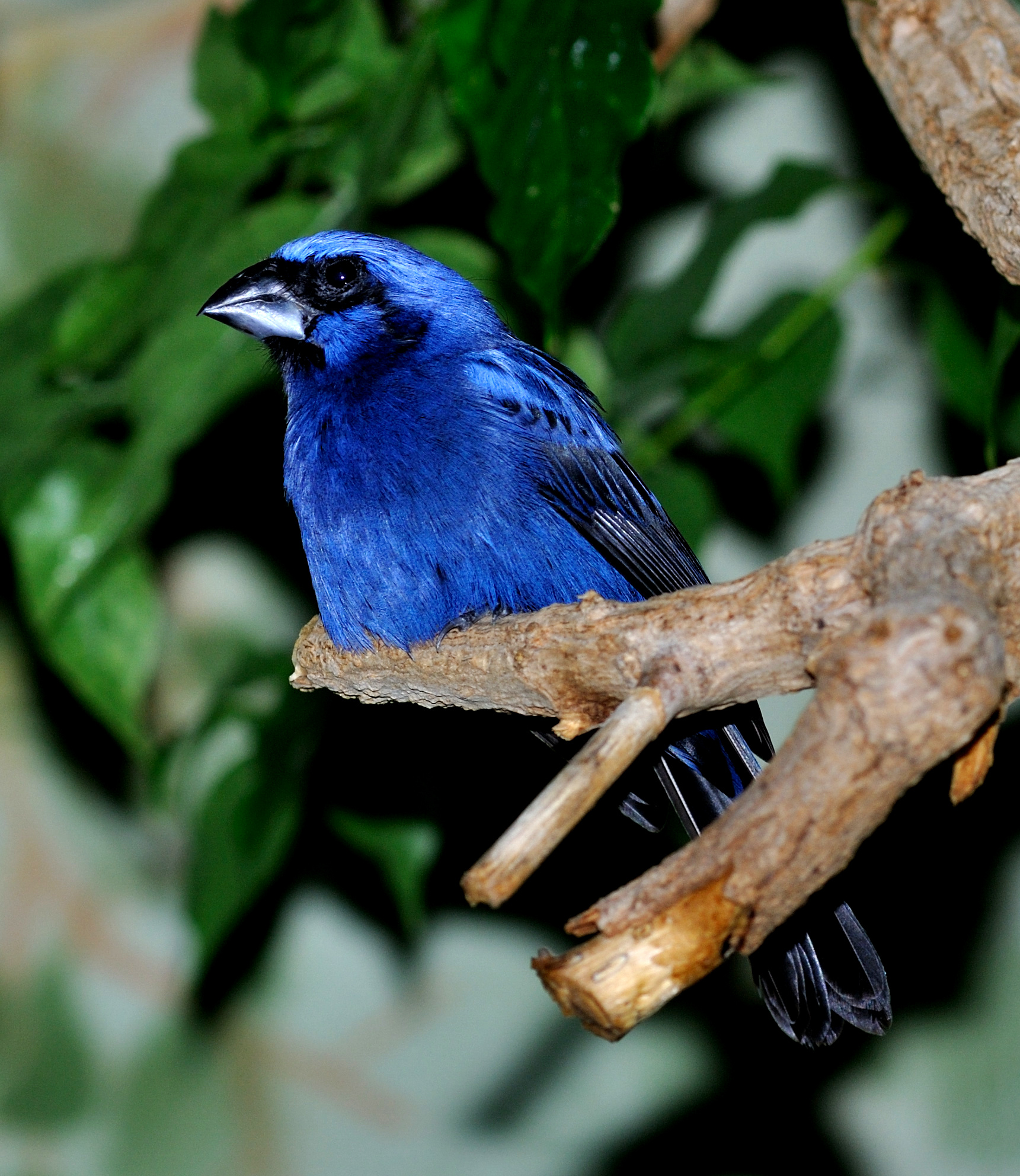
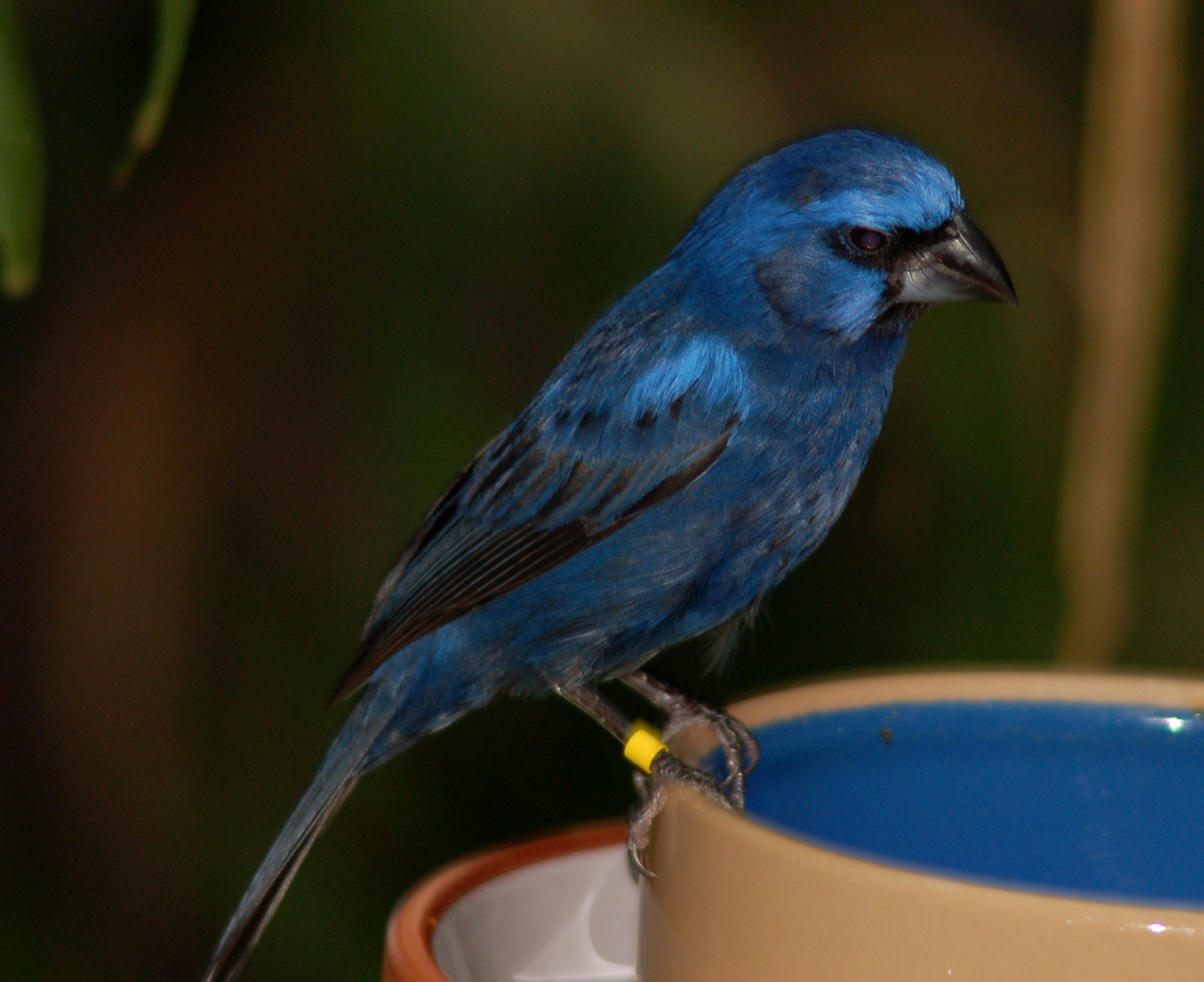
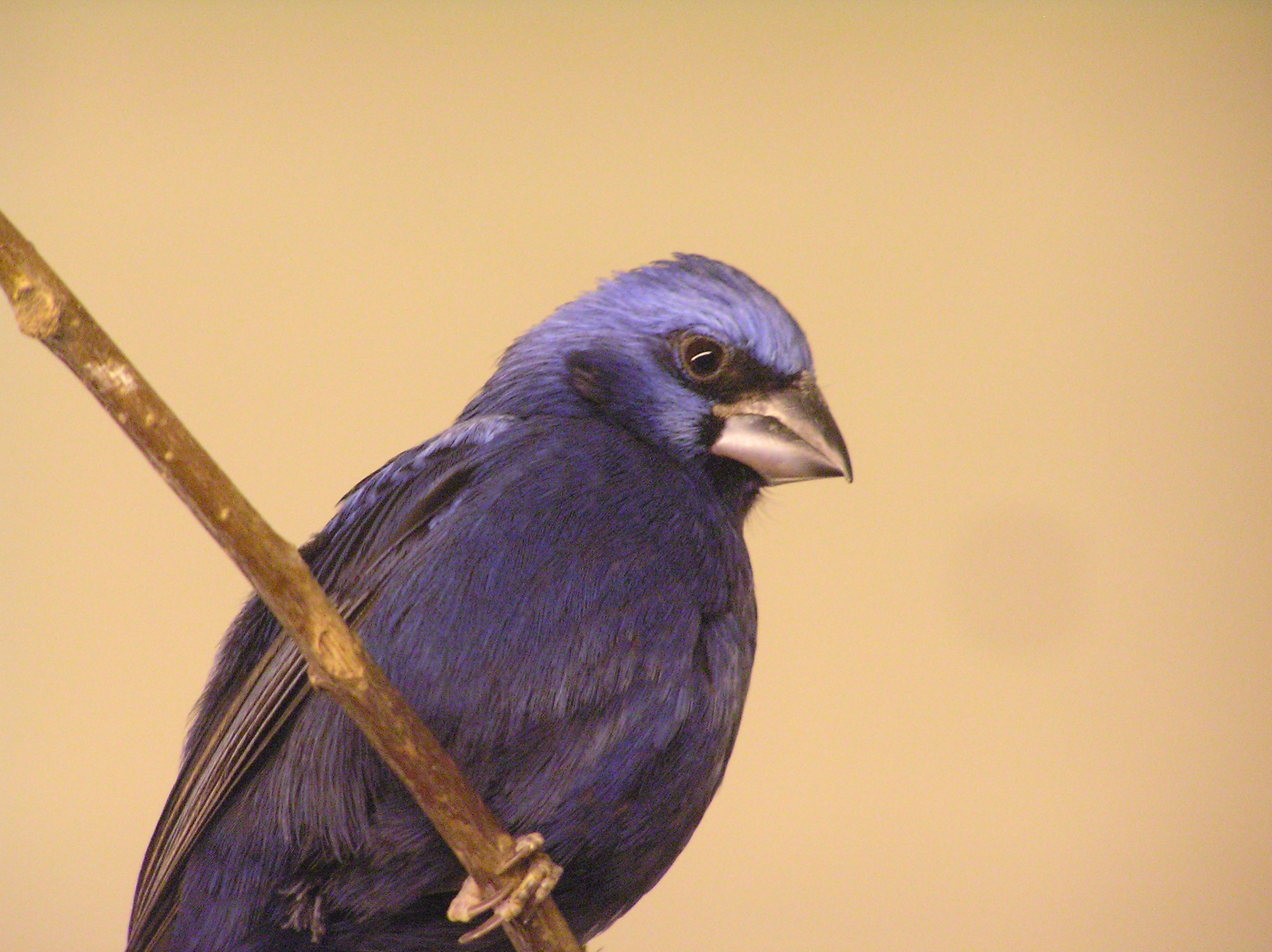